# 순천 임청대
순천 임청대(順天 臨淸臺)는 대한민국 전라남도 순천시 옥천동에 있는, 김굉필과 조위의 덕을 기리기 위하여 세운 비석이다. 1980년 6월 2일 전라남도의 유형문화재 제77호로 지정되었다.

## 개요
임청대는 김굉필과 조위의 덕을 기리기 위하여 세운 비석이다.
조선 연산군(재위 1494∼1506) 때 무오사화(1498)로 순천에서 귀양살이를 하던 김굉필과 조위가 돌을 쌓아 대(臺)를 만들었다. 조위가 항상 마음을 깨끗하게 가지라는 뜻으로 ‘임청대’라는 이름을 지었다. 갑자사화(1504)로 김굉필과 조위가 죽고, 명종 18년(1563)에 이정(李禎)이 그들을 추모하여 그 자리에 다시 비석을 세웠다.
지금의 위치보다 동쪽에 있던 것을 1971년에 옮기었다. 비석의 앞면에는 이황이 친필로 쓴 '임청대'라는 글씨가 새겨져 있고, 뒷면에는 연산군 8년(1502)에 조위가 지은 글을 새겼다.

## 참고 문헌
- 순천임청대 - 국가유산청 국가유산포털